# Coupe de la Ligue française féminine de handball 2004-2005
Navigation
Coupe de la Ligue 2003-2004 Coupe de la Ligue 2005-2006
La Coupe de la Ligue féminine de handball 2004-2005 est la 3e édition de la Coupe de la Ligue française féminine de handball. La compétition est organisée en Limousin, du 25 au 27 février 2005. Elle réunit les 8 meilleures équipes de Division 1 à l'issue des matchs aller : Angoulême, Besançon, Dijon, Fleury, Le Havre, Metz, Mios et Yutz.
La compétition est remportée par le Metz Handball qui signe sa première victoire dans la compétition après avoir battu Le Havre AC en finale. Les deux autres demi-finalistes étaient l'Angoulême Charente handball et l'ESC Yutz.

## Tournoi

### Tableau récapitulatif
Les résultats sont :
|  | Quarts de finale       | Quarts de finale |               |              | Demi-finales           | Demi-finales |  |  | Finale   | Finale |
|  | Quarts de finale       | Quarts de finale |               |              | Demi-finales           | Demi-finales |  |  | Finale   | Finale |
|  |                        |                  |               |              |                        |              |  |  |          |        |
|  |                        |                  |               |              |                        |              |  |  |          |        |
|  |                        |                  |               |              |                        |              |  |  |          |        |
|  | Metz Handball          | 23               |               |              |                        |              |  |  |          |        |
|  | Metz Handball          | 23               |               |              |                        |              |  |  |          |        |
|  | ES Besançon            | 18               |               |              |                        |              |  |  |          |        |
|  | ES Besançon            | 18               | Metz Handball | 32           |                        |              |  |  |          |        |
|  |                        |                  | Metz Handball | 32           |                        |              |  |  |          |        |
|  |                        | Angoulême CH     | 19            |              |                        |              |  |  |          |        |
|  | Cercle Dijon Bourgogne | Angoulême CH     | 19            | 21           |                        |              |  |  |          |        |
|  | Cercle Dijon Bourgogne |                  |               | 21           |                        |              |  |  |          |        |
|  | Angoulême CH           | 22               |               |              |                        |              |  |  |          |        |
|  | Angoulême CH           | 22               | Metz Handball | 27           |                        |              |  |  |          |        |
|  |                        |                  | Metz Handball | 27           |                        |              |  |  |          |        |
|  |                        | Le Havre AC      | 26            |              |                        |              |  |  |          |        |
|  | Le Havre AC            | Le Havre AC      | 26            | 35           |                        |              |  |  |          |        |
|  | Le Havre AC            |                  |               | 35           |                        |              |  |  |          |        |
|  | US Mios-Biganos        | 29               |               |              |                        |              |  |  |          |        |
|  | US Mios-Biganos        | 29               | Le Havre AC   | 29           |                        |              |  |  |          |        |
|  |                        |                  | Le Havre AC   | 29           | Match pour la 3e place |              |  |  |          |        |
|  |                        | ESC Yutz         | 27            |              |                        |              |  |  |          |        |
|  | CJF Fleury             | ESC Yutz         | 27            | 33           |                        |              |  |  |          |        |
|  | CJF Fleury             |                  |               | 33           |                        |              |  |  |          |        |
|  | ESC Yutz               | 35ap             |               | Angoulême CH | 34                     |              |  |  |          |        |
|  | ESC Yutz               | 35ap             |               | Angoulême CH | 34                     |              |  |  |          |        |
|  |                        |                  |               |              |                        |              |  |  | ESC Yutz | 26     |
|  |                        |                  |               |              |                        |              |  |  | ESC Yutz | 26     |

### Quarts de finale
Un tirage au sort intégral est organisé pour déterminer les matchs. Tous les matchs ont eu lieu le 25 février 2005 :
La Souterraine, 18h00, CJF Fleury - ESC Yutz 33-35 ap (18-16,30-30)
- Fleury : Diaconu (10), Spincer (5)...
- Yutz : Bègue (10), Staub (6), Cozma (5)...

La Souterraine, 20h30, Metz Handball - ES Besançon 23-18 (12-9)
- Metz : Wendling (5), Vanparys et Cendier-Ajaguin (4)...
- Besançon : Fiossonangaye (9)...

Saint-Junien, 18h00 Le Havre AC - US Mios-Biganos 35-29 (21-14)
- Le Havre : Hertbrecht (12), Signaté (7)...
- Mios : Zuccaro (7), Pilon (6)...

Saint-Junien, 20h30, Cercle Dijon Bourgogne - Angoulême CH 21-22 (13-10)
- Dijon : Stecz (9)...
- Angoulême : Dosso, Chebbah et Moukila (4)...

### Demi-finales
| 26 février 2005 | Metz Handball    | 32 - 19              | Angoulême CH      | Palais des sports de Beaublanc, Limoges Affluence : 850 Arbitrage : Thoiry et Vlaminck |
| 26 février 2005 | Laura Orfèvres 6 | (14 - 8)             | Chandra Moukila 7 | Palais des sports de Beaublanc, Limoges Affluence : 850 Arbitrage : Thoiry et Vlaminck |
| 26 février 2005 | ×4               | Handzone Hand action | ×2                | Palais des sports de Beaublanc, Limoges Affluence : 850 Arbitrage : Thoiry et Vlaminck |

- Metz Handball
  - Gardiennes : Leynaud (1re à 60e, 19/38 dont 0/1 pen.)
  - Marqueuses : Guehl 1/2, Kanto 3/4, Lannes 1/2, François 1/2, Orfèvres 6/7 dont 3/3 pen, Vanparys 3/4, Ajaguin 5/12, Piejos 1/1, Vogein 1/1, Wendling 3/3, Horacek 4/7, Nitescu 3/5.
  - Exclusions : Piejos (23e), Kanto (28e), Horacek (34e), Ajaguin (41e)
- Angoulême Charente handball
  - Gardiennes : Rayon (1re à 60e, 12/44 dont 0/3 pen.)
  - Marqueuses : Edely, Bournez 2/3, Coran, Garraud, Chapoux 0/2, Dosso 2/10, Kablouti, Roux, Moukila 7/10, Itoua 0/3, Garwacka, Hadi 4/7, Augustin 0/3, Bosquet, Chebbah 3/10 dont 1/1 pen, Sababady 1/2
  - Exclusions : Hadi (45e), Chebbah (54e).

| 26 février 2005 | ESC Yutz             | 27 - 29              | Le Havre AC       | Palais des sports de Beaublanc, Limoges Affluence : 1 500 Arbitrage : Lazaar et Reveret |
| 26 février 2005 | Christine Vanparys 8 | (14 - 17)            | Mariama Signaté 7 | Palais des sports de Beaublanc, Limoges Affluence : 1 500 Arbitrage : Lazaar et Reveret |
| 26 février 2005 | ×8                   | Handzone Hand action | ×4 ×1             | Palais des sports de Beaublanc, Limoges Affluence : 1 500 Arbitrage : Lazaar et Reveret |

- ESC Yutz
  - Gardiennes : Cioculeasa (8 arrêts/13 tirs ou 9/32 dont 0/2 pe), Pierson (3/8 ou 2/7 dont 0/1 pen).
  - Buteuses : Cozma (5/5), Brûlé (3/4), Selambarom (5/6), Achère, Onoiu, Deroletz, Hadj (5/12), Bègue (4/11 dont 2 pen./2), Staub (4/4), Ludwig (1/3).
  - Exclusions : Selambarom (14e, 29e), Hadj (12e, 36e), Ludwig (27e), Onoiu (36e), Bègue (38e), Deroletz (59e).
- Le Havre AC
  - Gardiennes: Lotareva (6 arrêts/29 tirs ou 7/30 arrêts dont 0/3 pen), Houba (1/5 ou 2/6).
  - Buteuses : Darjan, Niang, Sawanech, P. Baudoin (9/13, dont 2 pen./2), Herbrecht (2/3), Tounkara (1/5), Signaté (6/13), Leroy (4/4), Szukiełowicz (2/2), S. Baudoin (5/8).
  - Exclusions : Szukiełowicz (12e, 21e, 54e), P. Baudoin (53e).

### Match pour la3eplace
Angoulême CH - ESC Yutz 34-26 (21-12)
- Angoulême : Roy (5/17 arrêts), Rayon (12/25 arrêts); Boudar (1/3 dont 1/1 pen), Bournez (2/6), Chapoux (3/3), Dosso (3/5), Moukila (3/6), Coran (2/2), Itoua (1/3), Hadi (7/10 dont 2/2 pen), Augustin (0/2), Chebbah (7/10), Sababady (5/6)
- Yutz : Pierson (10/23 arrêts dont 0/2 pen), Cioculeasa (2/22 arrêts dont 0/ 1 pen) ; Cozma (en), Brulé (3/5), Selambarom (0/3), Achère (2/3), Onoiu (2/8), Deroletz (5/9), Hadj (8/12 dont 4/4 pen), Bègue (3/13 dont 0/2 pen), Staub (3/4)

### Finale
| 27 février 2005 | Metz Handball        | 27 - 26              | Le Havre AC       | Palais des sports de Beaublanc, Limoges Affluence : 1 500 Arbitrage : Mmes Borotti et Marcet |
| 27 février 2005 | Christine Vanparys 8 | (14 - 11)            | Mariama Signaté 7 | Palais des sports de Beaublanc, Limoges Affluence : 1 500 Arbitrage : Mmes Borotti et Marcet |
| 27 février 2005 | ×9 ×1                | Handzone Hand action | ×5                | Palais des sports de Beaublanc, Limoges Affluence : 1 500 Arbitrage : Mmes Borotti et Marcet |

| Gardiennes:           |              |                         |
| Lenka Černá           | 13 arrêts    |                         |
| Linda Pradel          | 12 arrêts    |                         |
| Joueuses:             |              |                         |
| Delphine Guehl        | 0 but/2 tirs | Suspension              |
| Nina Kanto            | 0/6          | Suspension              |
| Stéphanie Lannes      |              |                         |
| Hélène François       |              |                         |
| Laura Orfèvres        | 0/1          |                         |
| Christine Vanparys    | 8/14         | Suspension · Suspension |
| Sonia Cendier Ajaguin | 7/12         | Suspension              |
| Katty Piejos          | 2/3          |                         |
| Estelle Vogein        | 3/7          |                         |
| Isabelle Wendling     | 5/6          |                         |
| Vesna Horaček         | 0/2          | 43e                     |
| Carmen Nițescu        | 2/5          | Suspension              |
|                       |              |                         |

| Gardiennes:           |               |            |
| Halina Lotareva       | 2 arrêts      |            |
| Nicky Houba           | 17 arrêts     |            |
| Joueuses:             |               |            |
| Cristina Darjan       | 2 buts/5 tirs |            |
| Hadja Sawaneh         |               |            |
| Oumou Niang           |               |            |
| Paule Baudouin        | 2/6           |            |
| Sophie Herbrecht      | 4/15          | Suspension |
| Maakan Tounkara       | 6/8           | Suspension |
| Mariama Signaté       | 7/15          | Suspension |
| Clarisse Oponzo-Leroy | 2/4           | Suspension |
| Agata Szukiełowicz    |               |            |
| Nabila Chibani        | 1/1           | Suspension |
| Stella Baudouin       | 2/3           |            |
| Chantal Okoye         |               |            |
|                       |               |            |